# Grotte de Fouvent
La Grotte de Fouvent, également connue sous le nom de « L'Abri Cuvier », est un site paléontologique et archéologique situé à Fouvent-Saint-Andoche (anciennement Fouvent-le-Bas), dans le département de la Haute-Saône en France. Cette grotte karstique a joué un rôle important dans l'histoire de la paléontologie du Quaternaire.

## Localisation et contexte géologique
L'Abri Cuvier se trouve dans une région karstique du nord-ouest de la Haute-Saône, à une altitude d'environ 200 mètres au-dessus du niveau de la mer, près de la rivière Le Vannon. La cavité s'est formée dans des diaclases de calcaire bathonien.

## Historique des recherches
Les premières découvertes remontent au début du XIXe siècle.
Le site a fait l'objet de plusieurs campagnes de fouilles :
- 1842 : Premières excavations menées par Ch. Dubois, conservateur au musée de Gray
- 1989-1992 : Fouilles systématiques dirigées par J. Detrey
- 2021 : Nouvelle campagne archéologique de trois mois conduite par Agnès Lamotte[4]

## Importance scientifique
L'Abri Cuvier a contribué à plusieurs avancées majeures en paléontologie :
- Distinction ostéologique entre hyènes actuelles et fossiles par Georges Cuvier en 1825
- Première mention du glouton fossile en France par Paul Gervais en 1870
- Première définition d'un repaire de carnivores du Pléistocène par Thirria en 1828-1833

## Faune découverte
Les fouilles ont mis au jour une riche faune du Pléistocène supérieur, comprenant 18 à 19 espèces de grands mammifères :
- 12 carnivores, dont l'hyène des cavernes (Crocuta crocuta spelaea), le lion des cavernes (Panthera spelaea) et l'ours des cavernes (Ursus spelaeus)
- 7 à 8 ongulés, incluant le mammouth laineux (Mammuthus primigenius), le rhinocéros laineux (Coelodonta antiquitatis) et le mégacéros (Megaloceros giganteus)

## Interprétation du site
L'Abri Cuvier est interprété comme un repaire d'hyènes du Pléistocène. Les études taphonomiques ont révélé des traces de consommation par les carnivores sur les ossements, confirmant cette hypothèse.

## Datation
Le site est attribué au stade isotopique 3 (OIS3) du Pléistocène supérieur.